# Chaucenne
Chaucenne ist eine französische Gemeinde mit 513 Einwohnern (Stand: 1. Januar 2022) im Département Doubs in der Region Bourgogne-Franche-Comté. Sie gehört zum Arrondissement Besançon und ist Mitglied im Gemeindeverband Grand Besançon Métropole. Die Bewohner werden Chaucennois und Chaucennoises genannt.

## Geographie
Chaucenne liegt auf 222 m, etwa elf Kilometer westnordwestlich der Stadt Besançon (Luftlinie). Das Dorf erstreckt sich in der breiten Talmulde der Lanterne in der leicht gewellten Landschaft zwischen den Flussläufen von Doubs im Süden und Ognon im Norden.
Die Fläche des 4,88 km² großen Gemeindegebiets umfasst einen Abschnitt südlich des Ognon. Der zentrale Teil des Gebietes wird von der Talniederung der Lanterne eingenommen, welche für die Entwässerung nach Nordwesten zum Ognon sorgt. Die südöstliche Grenze verläuft im Bereich der Talenge beim Château d’Uzel. Flankiert wird das Tal der Lanterne auf beiden Seiten von ausgedehnten Waldungen, nämlich dem Bois du Grand Bugnoz im Nordosten und dem Bois des Fouchères im Westen. Auf einer Anhöhe östlich des Dorfes wird mit 262 m die höchste Erhebung von Chaucenne erreicht.
Nachbargemeinden von Chaucenne sind Moncley im Norden, Pelousey im Osten, Pouilley-les-Vignes und Noironte im Süden sowie Émagny im Westen.

## Geschichte
Erstmals urkundlich erwähnt wird Chaucenne im Jahr 1134 unter dem Namen Chalcina. Im Verlauf der Zeit wandelte sich die Schreibweise über Chacenne, Chaulsenne und Chaussenne zum heutigen Namen. Im Mittelalter hatten die Abtei Saint-Paul in Besançon sowie verschiedene Herrschaften der Umgebung (Marnay, Corcondray und Dompery) Grundbesitz und Rechte auf dem heutigen Gemeindegebiet. Zusammen mit der Franche-Comté gelangte das Dorf mit dem Frieden von Nimwegen 1678 definitiv an Frankreich.

## Sehenswürdigkeiten
Die dreischiffige Dorfkirche von Chaucenne wurde 1743 errichtet. Auf dem Friedhof steht ein Calvaire aus dem 16. Jahrhundert. Aus dem 19. Jahrhundert stammt das Château de Chaucenne, das von einem großen Park umgeben wird. Die Moulin de Jéricho wurde früher mit der Wasserkraft der Lanterne betrieben.

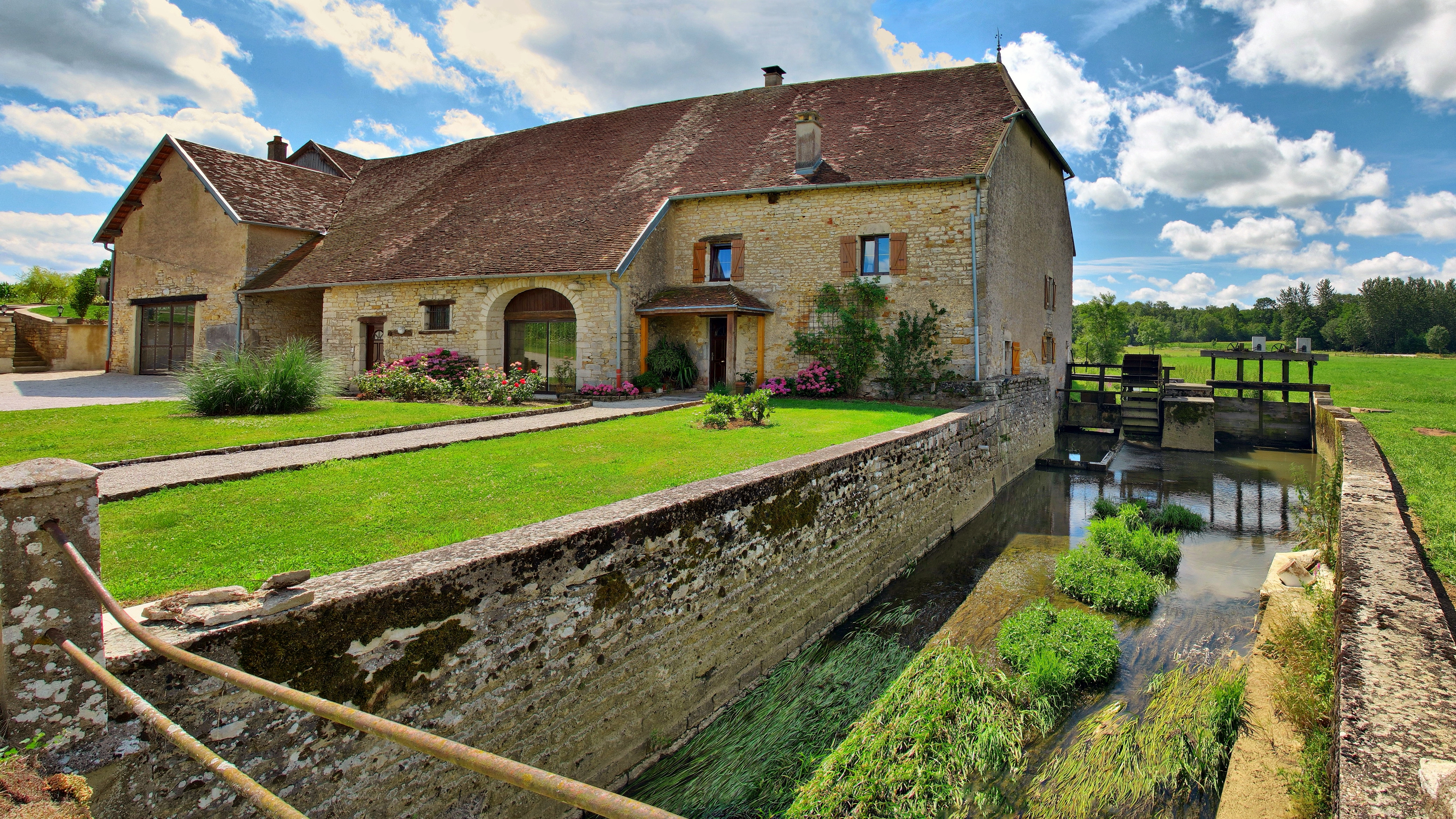
Moulin de Jéricho, ehemalige Wassermühle
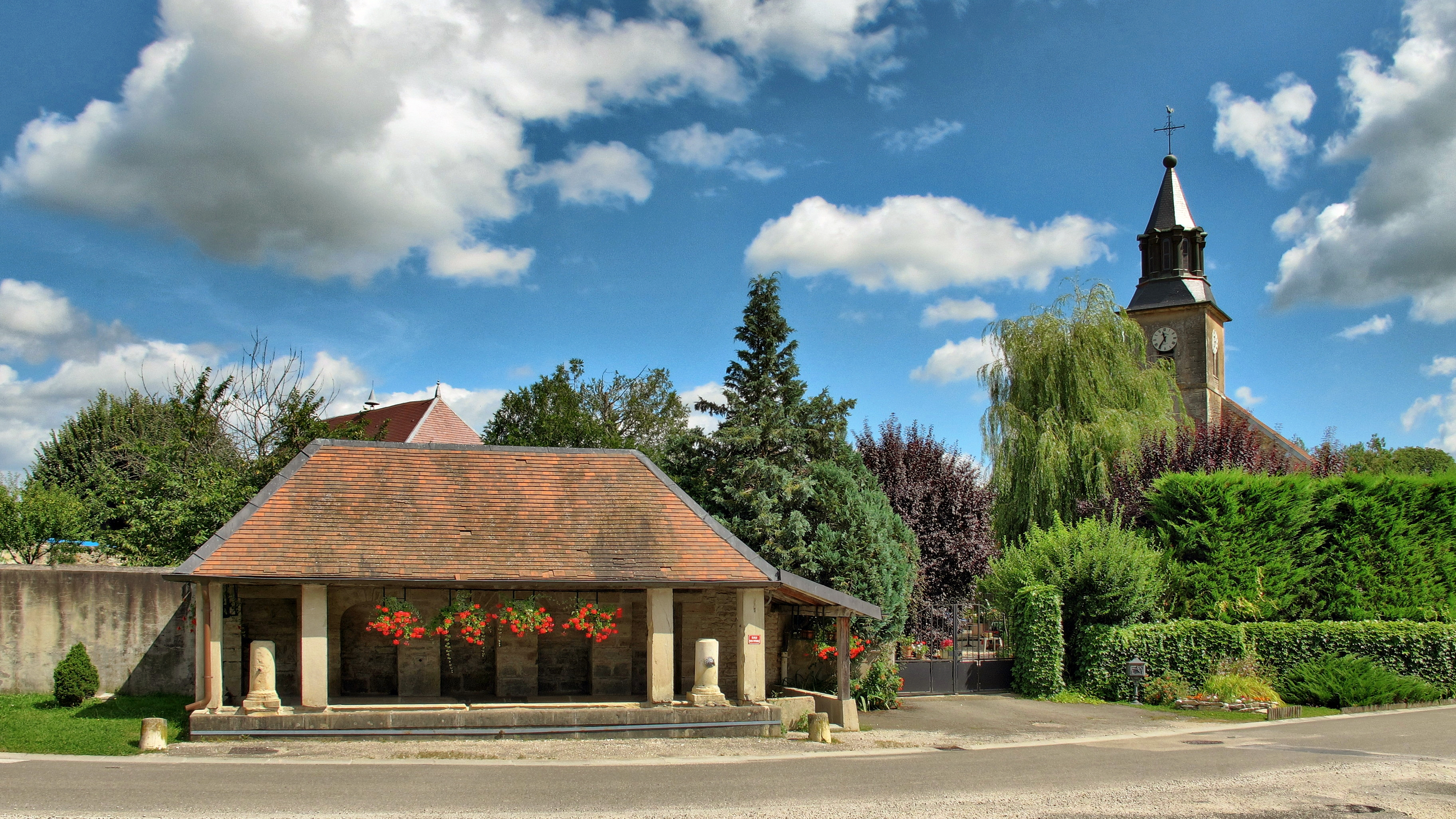
Lavoir

## Bevölkerung
| Jahr                       | 1962 | 1968 | 1975 | 1982 | 1990 | 1999 | 2004 | 2016 |
| Einwohner                  | 167  | 171  | 237  | 313  | 442  | 470  | 549  | 516  |
| Quellen: Cassini und INSEE |      |      |      |      |      |      |      |      |

Mit 513 Einwohnern (Stand 1. Januar 2022) gehört Chaucenne zu den kleinen Gemeinden des Départements Doubs. Nachdem die Einwohnerzahl in der ersten Hälfte des 20. Jahrhunderts stets im Bereich zwischen 110 und 160 Personen gelegen hatte, wurde seit Beginn der 1970er Jahre ein markantes Bevölkerungswachstum verzeichnet. Seither hat sich die Einwohnerzahl mehr als verdreifacht.

## Wirtschaft und Infrastruktur
Chaucenne war bis weit ins 20. Jahrhundert hinein ein vorwiegend durch die Landwirtschaft (Ackerbau, Obstbau und Viehzucht) geprägtes Dorf. Heute gibt es verschiedene Betriebe des Klein- und Mittelgewerbes, vor allem in den Branchen Transport- und Baugewerbe. Mittlerweile hat sich das Dorf auch zu einer Wohngemeinde gewandelt. Viele Erwerbstätige sind deshalb Wegpendler, die in der Agglomeration Besançon ihrer Arbeit nachgehen.
Die Ortschaft liegt abseits der größeren Durchgangsstraßen an einer Departementsstraße, die von Pouilley-les-Vignes nach Émagny führt. Der nächste Anschluss an die Autobahn A36 befindet sich in einer Entfernung von ungefähr neun Kilometern. Weitere Straßenverbindungen bestehen mit Noironte, Moncley und Miserey-Salines.